# Hulda of Holland
«Hulda of Holland» — американский короткометражный драматический фильм Сирл-Доули, Джеймса.

## Сюжет
Фильм рассказывает о застенчивых любовниках, Хульде и Хайнце, которые не могут иметь интимные отношения. И вдруг им выпадает шанс, но деревенские сплетники это заметили и отправились к матери Хульды, чтобы рассказать об этом...

## В ролях
| Актёр              | Роль   |
| ------------------ | ------ |
| Бен Ф. Уилсон      | Хайнц  |
| Лаура Сойер        | Хельда |
| Джесси МакАллистер |        |
| Чарльз Саттон      |        |
| Гарольд Ллойд      |        |